# 中国人民解放军总医院第五医学中心南院区
中国人民解放军总医院第五医学中心南院区，位于北京市丰台区东大街8号，隶属中国人民解放军总医院第五医学中心，是三级甲等医院。

## 简介
1957年8月，中华人民共和国卫生部筹建卫生部同位素医院，地址为位于北京市海淀区北太平路2号。该医院是苏联援建中国的第48个项目，故又俗称“48医院”。1958年12月10日，中华人民共和国卫生部、中国人民解放军总后勤部联合发出通知，将该医院移交军队建制，转隶中国人民解放军军事医学科学院，命名为中国人民解放军第三〇七医院。1981年9月，更名为中国人民解放军军事医学科学院附属医院，对外仍称中国人民解放军第三〇七医院。1983年6月，升为正师级单位，医院所属的处依次改为医务部、政治部、院务部。2005年9月，医院整体搬迁到北京市丰台区东大街8号（原北京军医学院营院）。2012年，医院通过三级甲等医院综合医院评审。
2017年，在深化国防和军队改革中，其上级单位中国人民解放军军事医学科学院调整组建为中国人民解放军军事科学院军事医学研究院，该院更名为中国人民解放军军事科学院军事医学研究院附属医院。
中国人民解放军第三〇七医院是医疗、教学、科研相结合的三级甲等综合医院，是北京市首批医疗保险定点医疗机构，卫生部核事故医学应急中心第三临床部，中国疾病预防控制中心临床医院，国家反恐处突医学救援基地。
2018年，原陆军总医院、原海军总医院、原第三〇二医院、原第三〇九医院、军事科学院军事医学研究院原附属医院、原武警总医院均已由中国人民解放军总医院暂管。现已合并入原第三〇二医院，并更名为中国人民解放军总医院第五医学中心南院区。

## 历任领导
| 中国人民解放军第三〇七医院院长 …… - 张晓增（？—？） …… - 李冬（？—？） …… - 姚荻（？—？） …… - 邢家骝 大校（？—？） - 王应征 大校（？—？） - 罗卫东 大校（？—2008年） - 刘素刚 大校（2008年12月—） | 中国人民解放军第三〇七医院政治委员 …… - 田晓（？—？） …… - 翁德昌（？—？） …… - 杜连英 大校（2005年—2012年） - 刘丙瑞 大校（？—） |